# アングル (アニメ制作会社)
アングルは、日本のアニメーション作画スタジオ。大阪府大阪市淀川区にスタジオを構える。

## 概要・沿革
1992年、アニメーターとグラフィックデザイナーの5名がフリー集団として設立。1994年に初の新人採用を開始し、1998年には大阪市淀川区西中島に移転。共にアニメアール出身でアニメーターである井上哲と吉本拓二による共同経営の二班体制であった。
2007年4月14日、公式サイトのトップページにて約15年間共同経営をしていた同スタジオは、井上班と吉本班に分離する事が発表される。前者の井上班がアングルを引き継ぎ、後者の吉本班は、吉本が代表を務める新スタジオ「イングレッサ（ingresA）」を発足させた。
多くの作品の場合、「スタジオアングル」、「アングル」、「ingres」、「INGRES」とクレジットされる。

## 主な担当作品

### テレビアニメ
- ポポロクロイス物語 （1998年）
- アークザラッド （1999年）
- 犬夜叉 （2000年-2004年）
- とっとこハム太郎 （2000年-2006年）
- 機動天使エンジェリックレイヤー （2001年）
- キャプテン翼 （2001年-2002年）
- カスミン （2001年-2003年）
- テニスの王子様 （2001年-2005年）
- GetBackers-奪還屋- （2002年-2003年）
- ぷちぷり*ユーシィ （2002年-2003年）
- 東京ミュウミュウ （2002年-2003年）
- 満月をさがして （2002年-2003年）
- 超ロボット生命体トランスフォーマー マイクロン伝説 （2002年-2003年）
- わがまま☆フェアリー ミルモでポン! （2002年-2003年）
- ギャラクシーエンジェル （第3期：2002年-2003年）
- 真・女神転生Dチルドレン ライト&ダーク （2002年-2003年）
- ななか6/17 （2003年）
- 君が望む永遠 （2003年）
- まぶらほ （2003年-2004年）
- 探偵学園Q （2003年-2004年）
- ケロロ軍曹 （2004年）
- マーメイドメロディー ぴちぴちピッチ ピュア （2004年）
- 学園アリス （2004年-2005年）
- tactics （2004年-2005年）
- SAMURAI 7 （2004年）
- まっすぐにいこう。 （2004年）
- グレネーダー 〜ほほえみの閃士〜 （2004年）
- 好きなものは好きだからしょうがない!! （2005年）
- ツバサ・クロニクル （第1期：2005年／第2期：2006年）
- ふしぎ星の☆ふたご姫 （2005年-2006年）
- 地獄少女 （2005-2006年）
- 半分の月がのぼる空 （2006年）
- 銀魂 （2006年-2010年）
- うたわれるもの （2006年）
- RAY THE ANIMATION （2006年）
- N・H・Kにようこそ! （2006年）
- ポケットモンスター ダイヤモンド&パール （2006年-2010年）
- 金色のコルダ〜primo passo〜 （2006年-2007年）
- おとぎ銃士 赤ずきん （2006年-2007年）
- 天保異聞 妖奇士 （2006年-2007年）
- デルトラクエスト （2007年）
- ながされて藍蘭島 （2007年）
- 天元突破グレンラガン （2007年）
- 魔法少女リリカルなのはStrikerS （2007年）
- DARKER THAN BLACK -黒の契約者- （2007年）
- 瀬戸の花嫁 （2007年）
- NARUTO -ナルト- 疾風伝 （2007年）
- スケッチブック 〜full color's〜 （2007年）
- ナイトウィザード The ANIMATION （2007年）
- 素敵探偵ラビリンス （2007年-2008年）
- 逮捕しちゃうぞ フルスロットル （2007年-2008年）
- 獣神演武 -HERO TALES- （2007年-2008年）
- レンタルマギカ （2007年-2008年）
- しおんの王 （2007年-2008年）
- 君が主で執事が俺で （2008年）
- RD 潜脳調査室 （2008年）
- クリスタル ブレイズ （2008年）
- 図書館戦争 （2008年）
- S・A〜スペシャル・エー〜 （2008年）
- イタズラなKiss （2008年）
- かんなぎ （2008年）
- ロザリオとバンパイア CAPU2 （2008年）
- ソウルイーター （2008年-2009年）
- 鋼殻のレギオス （2009年）
- 宇宙をかける少女 （2009年)
- 弱虫ペダル (2013年-)
- ピンポン THE ANIMATION （2014年）

### OVA
- 撲殺天使ドクロちゃんシリーズ
  - 撲殺天使ドクロちゃん （2007年）
  - 撲殺天使ドクロちゃん2 （2007年）
- ARIA The OVA 〜ARIETTA〜 （2007年）
- 今日からマ王! R （2007年-2008年）

### Webアニメ
- クレヨンしんちゃん外伝 おもちゃウォーズ（2016年）

### 劇場アニメ
- 名探偵コナン 14番目の標的 （1998年、作画協力）
- 劇場版アキハバラ電脳組 2011年の夏休み （1999年）
- COWBOY BEBOP 天国の扉 （2001年）
- 劇場版ポケットモンスターシリーズ
  - 劇場版ポケットモンスター アドバンスジェネレーション 七夜の願い星 ジラーチ （2003年）
  - 劇場版ポケットモンスター アドバンスジェネレーション 裂空の訪問者 デオキシス （2004年）
  - 劇場版ポケットモンスター アドバンスジェネレーション ミュウと波導の勇者ルカリオ （2005年）
  - 劇場版ポケットモンスター アドバンスジェネレーション ポケモンレンジャーと蒼海の王子 マナフィ （2006年）
  - 劇場版ポケットモンスター ダイヤモンド&パール ディアルガVSパルキアVSダークライ （2007年）
  - 劇場版ポケットモンスター ダイヤモンド&パール ギラティナと氷空の花束 シェイミ （2008年）
- 劇場版AIR （2005年、協力プロダクション）
- 劇場版ツバサ・クロニクル 鳥カゴの国の姫君 （2005年）
- 劇場版xxxHOLiC 真夏ノ夜ノ夢 （2005年）
- 超劇場版ケロロ軍曹2 深海のプリンセスであります! （2007年）
- クレヨンしんちゃん 爆睡!ユメミーワールド大突撃 （2016年）
- クレヨンしんちゃん 襲来!!宇宙人シリリ（2017年）
- 打ち上げ花火、下から見るか? 横から見るか? （2017年、作画協力）

### ゲーム内アニメパート
- バックガイナー （1998年）

## 主な取引先（五十音順）
- アートランド（ART LAND）
- アニメインターナショナルカンパニー（AIC）
- エー・シー・ジー・ティー（A.C.G.T）
- オー・エル・エム（OLM）
- カオスプロジェクト
- グループ・タック
- GONZO
- サンライズ
- J.C.STAFF
- SHAFT
- スタジオディーン （Studio DEEN）

- スタジオ・ファンタジア
- ゼクシズ （ZEXCS）
- 東京キッズ
- トムス・エンタテインメント
- トランス・アーツ（TRANS ARTS）
- ハルフィルムメーカー
- ぴえろ
- ビィートレイン （BEE TRAIN）
- feel.
- Production I.G
- BONES